# Mein Name sei Gantenbein
Mein Name sei Gantenbein ist ein Roman des Schweizer Schriftstellers Max Frisch. Er wurde im Herbst 1964 veröffentlicht und zählt gemeinsam mit Stiller und Homo faber zu Frischs Prosa-Hauptwerk.
Frisch greift in Mein Name sei Gantenbein mit der Frage nach der Identität eines Menschen und seiner sozialen Rolle ein Hauptthema seines Werks auf. Der Erzähler erfindet für sich nach einer gescheiterten Beziehung wechselnde Identitäten, um der eigenen Erfahrung aus unterschiedlichen Blickwinkeln nachzuspüren. Der spielerische Umgang mit Biografien und Fiktionen folgt dem Motto „Ich probiere Geschichten an wie Kleider“ und findet in einer literarischen Montage kurzer Erzählabschnitte seine formale Umsetzung.

## Inhalt
Von seiner Frau verlassen, sitzt der Erzähler in einer leeren Wohnung mit abgedeckten Möbeln. Er sagt, er habe eine Erfahrung gemacht und suche nun die Geschichte dazu. Er probiere Geschichten an wie Kleider. Dabei sei jedes Ich, das sich ausspreche, bloß eine Rolle, jeder Mensch erfinde sich selbst die Geschichte, die er für sein Leben halte. Als Beispiel erzählt er vom Milchmann, der verrückt wird, weil sich seine Identität verbraucht hat und ihm keine neue einfällt, und vom eingebildeten Pechvogel, der seinen Lotteriegewinn lieber verliert, als sein Selbstbild verändern zu müssen.
Er erfindet einen Mann namens Theo Gantenbein, der durch einen Autounfall zu erblinden droht. Als ihm der Verband abgenommen wird, kann er sehen, doch er spielt nun die Rolle des Blinden. Ausgerüstet mit Blindenstock und schwarzer Brille muss er nicht auf die Welt reagieren, wie sie ist, muss er nicht wahrnehmen, was er sieht. Da fortan niemand mehr seine Kontrolle oder sein Urteil fürchtet, wachsen seine Beliebtheit und sein gesellschaftliches Ansehen.
Als Gantenbein einer Frau namens Camilla Huber vor ihren Karmann läuft, muss er sie nicht als Prostituierte erkennen. Regelmäßig besucht der Blinde sie als Maniküre und erzählt ihr „wahre“ Geschichten. Er erzählt ihr vom Mann, der seine eigene Todesanzeige erhält und seiner Beerdigung beiwohnt. Er erzählt ihr das Märchen von der Liebe des Schafhirten Ali und seiner blinden Frau Alil. Camilla erkennt, dass Gantenbein nicht blind ist, doch sie verspricht zu schweigen, wenn er über sie schweige. Ein Zahnarzt möchte sie heiraten, doch am Vortag der Hochzeit wird sie ermordet. Die Anklage richtet sich gegen eine bekannte Persönlichkeit, die bereits die Veröffentlichung der an Camilla gerichteten Briefe ruiniert. Gantenbein, vor Gericht als Zeuge geladen, hat den Angeklagten zur Tatzeit gesehen, doch er gibt ihm kein Alibi, um nicht aus seiner Blindenrolle zu fallen.
Der Erzähler erfindet noch andere Personen: Felix Enderlin und Frantisek Svoboda. Enderlin, der überraschend einen Ruf nach Harvard erhält, aber auch glaubt, todkrank zu sein, ist unfähig, eine Rolle zu spielen und fürchtet nichts mehr als Wiederholung und Monotonie. Wenn er eine Frau kennenlernt, weiß er schon im Vorhinein, wie sich die Beziehung entwickeln wird. Svoboda, ein baumlanger Böhme, dessen Ehefrau Lila eine Affäre mit Enderlin beginnt, geht alleine auf Reisen und wartet stoisch auf ihre Entscheidung, ob sie zukünftig an seiner Seite, an der Seite des Anderen oder alleine leben will.
Alle drei Männer kreuzen sich in ihrer Beziehung zu einer Frau namens Lila, einer Schauspielerin, die von allen drei Männern geliebt wird. Gantenbein vergleicht seine Beziehung zu ihr mit jener von Philemon und Baucis. Zu Beginn sind beide glücklich. Er als Blinder muss nicht bemerken, dass sie ihm untreu ist, Lila muss sich vor ihm nicht verstellen. Alle Anzeichen, dass er sehen kann, übergeht sie. Doch ihn belasten mehr und mehr die Zeichen ihrer Untreue. Da ist ein junger Mann aus Uruguay namens Einhorn, da sind dänische Briefe, die sie vor ihm verbirgt, da ist eine verschlossene Schublade, in der sich bloß seine eigenen Briefe befinden.
Die Beziehung zwischen Gantenbein und Lila könnte enden, als sie ein junger Schauspielschüler aufsucht, den Gantenbein für seinen Nebenbuhler hält und mit Lila zusammen im Schlafzimmer einschließt, worauf diese nicht mehr mit einem Verrückten zusammenleben will. Lila könnte auch eine Tochter bekommen, doch an Gantenbein nagt der Zweifel, ob nicht ein Herr Siebenhagen der Vater sei. Als er Lila schließlich gesteht, dass er all die Jahre gesehen hat, fühlt sie sich von ihm verraten und weist ihn ab.
Am Ende erzählt der Erzähler Camilla eine Geschichte von einem Zürcher, der sterben wollte, ohne einen Namen und eine Geschichte zu hinterlassen. Beinahe sei es dem Toten tatsächlich gelungen, namenlos im Sarg in der Limmat davon zu treiben. Seinen eigenen Tod vor Augen, wird der Erzähler durch eine Instanz verhört, welche seiner Figuren er selbst gewesen sei. Als er wieder in der Gegenwart angelangt, kommt es ihm vor, als sei alles gar nicht geschehen. Er sitzt unter südlicher Spätsommersonne, das Leben gefällt ihm.

## Stil
Wie der Titel Mein Name sei Gantenbein andeutet, schlüpft der Erzähler in die Rollen der männlichen Figuren und wechselt die Geschichten, indem er sie anprobiert wie Kleider. Daher werden die Geschichten nicht nacheinander, sondern in einer assoziativen Montagetechnik in 91 Abschnitten erzählt. Indem der Erzähler seine eigene Erfahrung als ein erfundenes Beispiel darstellt, kann er als Betrachter von außen sein Erlebnis möglichst objektiv ausdrücken und die Verfälschung durch seine persönlichen subjektiven Ansichten minimieren. Der Erzähler selbst beschreibt diese Situation so: Ein Mann hat eine Erfahrung gemacht, jetzt sucht er die Geschichte seiner Erfahrung.

## Entstehungsgeschichte

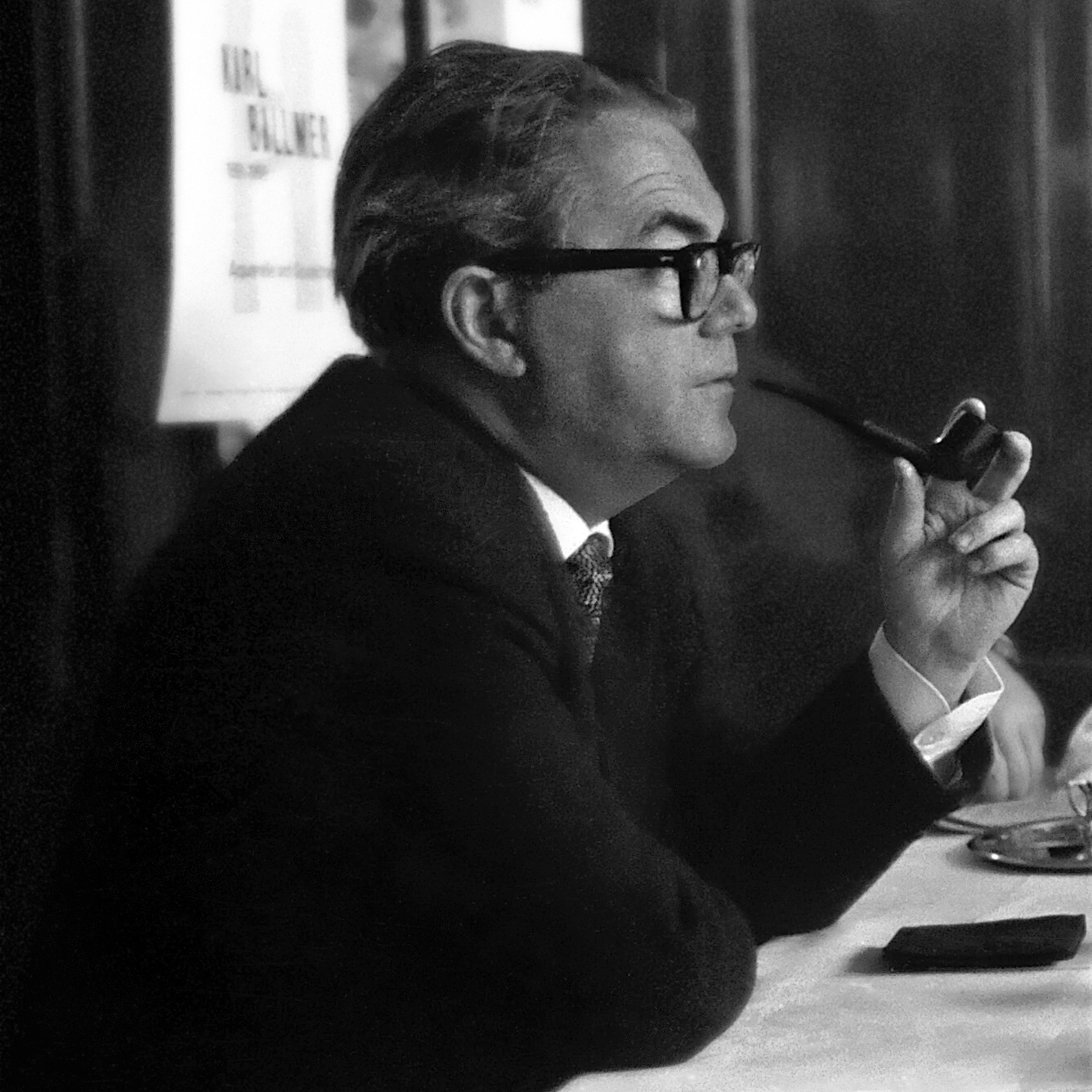
Max Frisch (1961)

Frischs Arbeit an Mein Name sei Gantenbein reichte zurück bis ins Jahr 1960. In diesem Jahr veröffentlichte er in der Weltwoche den Text Unsere Gier nach Geschichten, der zu einem programmatischen Entwurf für den Roman wurde. Unter anderem schrieb Frisch: „Man kann die Wahrheit nicht erzählen. […] Alle Geschichten sind erfunden, Spiele der Einbildung, Entwürfe der Erfahrung, Bilder, wahr nur als Bilder. Jeder Mensch, nicht nur der Dichter, erfindet seine Geschichten – nur daß er sie, im Gegensatz zum Dichter, für sein Leben hält – anders bekommen wir unsere Erlebnismuster, unsere Ich-Erfahrung nicht zu Gesicht.“
Frisch schrieb drei Jahre lang am Roman. Eine erste Fassung, die er im Mai 1963 beendete, trug den Namen Lila oder Ich bin blind. Es folgten noch weitere Überarbeitungen, unter anderem strich Frisch einen Teil mit dem Titel Oper ohne Sänger, eine Reihe opernhafte Szenen um die Hermes-Gestalt. Der fertiggestellte Roman wurde im Herbst 1964 beim Suhrkamp Verlag veröffentlicht.
In einem fiktiven Interview unter dem Titel Ich schreibe für Leser berichtete Frisch über Intentionen und den Prozess des Schreibens. Eine erste Idee habe sich nach einem Autounfall bei Glatteis entwickelt. Frisch, der unverletzt blieb, fragte sich während der Wartezeit, was hätte geschehen können. Er stellte sich einen Mann vor, der durch einen Verkehrsunfall zu erblinden droht, doch weiterhin sehen kann und in Zukunft den Blinden bloß spielt. Den Namen „Gantenbein“ habe er aus dem Geratewohl vergeben: „Gantenbein ist in der Schweiz ein gebräuchlicher Name, nicht allzu häufig, eigentümlich, aber nicht auffällig.“
Als störend habe sich beim Schreibprozess das Imperfekt herausgestellt, das der Fiktion Glaubwürdigkeit verlieh. Erst als Frisch den Roman ins Präsens stellte, waren Varianten im Ablauf möglich. Frisch begründete, der Mensch sei eine Summe von Möglichkeiten, „die über die Biographie hinausgeht. Erst die Varianten zeigen die Konstante.“ Der Roman sei zwar voller Geschichten, habe aber keine Handlung, er bleibe stationär, es gebe keinen Handlungsablauf, sondern einen Ablauf von Assoziationen. Frischs Absicht war, „die Zwangsläufigkeit von Assoziationen auf den Leser zu übertragen.“
Durch die Veröffentlichung des Briefwechsels zwischen Bachmann und Frisch 2022 wurden wesentliche Details zur Entstehung des Textes und Bachmanns Rolle dabei bekannt.

## Rezeption
Mein Name sei Gantenbein fand nach seinem Erscheinen eine große Resonanz bei den Lesern. Bereits wenige Monate nach der Erstausgabe im September 1964 wurde die Auflage von 100.000 Exemplaren überschritten. Daniel de Vin sah den Roman „in der Bundesrepublik Deutschland als literarisches Ereignis lange Zeit im Brennpunkt des Gesprächs“. Auch in der DDR konnte Mein Name sei Gantenbein mit seinem eher unpolitischen Inhalt als erstes von Frischs großen erzählerischen Werken erscheinen.
Allerdings fand der Roman in der zeitgenössischen Literaturkritik vielfach eine skeptische bis ablehnende Aufnahme. Heinrich Vormweg nannte den Roman eine „exemplarische Sackgasse“, Hans Egon Holthusen beklagte den „Mangel an Integration aller erzählerischen Elemente“ und wertete: „Der moderne Intellektuelle am Ende seines Lateins.“ Helmut Heißenbüttel unterschied gelungene und nicht gelungene Geschichten, doch sie „treten nicht zur Einheit zusammen, sind aber auch nicht von so starker Widersprüchlichkeit, daß sie sich ausschließen“, was für ihn eine  „unglückliche Lösung“ darstellte. Hans Mayer beschlich am Ende „dies flaue Gefühl vor lauter Geschichten aus dem Alltagsklischee“, und er fragte, ob der „Parasit Gantenbein schließlich, allen künstlerischen Absichten zum Trotz“, über den Erzähler Max Frisch gesiegt habe.
Ein Plädoyer gegen Mayer und für Frischs Gantenbein – „ein guter Roman“ –  hielt hingegen Marcel Reich-Ranicki, der kritisierte: „Wer diesem Buch mit Kategorien beizukommen sucht, die aus den früheren Romanen Frischs, zumal aus dem Stiller, abgeleitet sind, verkennt seinen Gegenstand, seine Eigenart, sein Klima.“ Für Reinhard Baumgart war „dieses Erzählgebäude“ der „Kühnheit seiner Planung und seines Humors […] nicht durchgehend gewachsen“, doch gerade dadurch werde „unsere Imagination nicht bedient, sondern aufgestört, ein unbehagliches, ein unerschöpfliches Vergnügen.“ Günter Blöcker sah im Roman „mit Abstand Max Frischs gelungenste erzählerische Arbeit. Form ist hier, was sie sein soll, die letzte Konsequenz des Stoffes, sein Übertritt ins Geistige.“ Allerdings relativierte sich sein Urteil durch die Ablehnung der beiden vorigen Romane.
Peter Schneider nahm wiederum die Kritiken von Heißenbüttel, Mayer, Reich-Ranicki, Baumgart und Blöcker über Mein Name sei Gantenbein zum Anlass seiner Untersuchung über Die Mängel der gegenwärtigen Literaturkritik. Darin gelangte er zum Schluss, die Urteile der fünf Kritiker „fallen vom Himmel“, die Person des Kritikers sei „wichtiger als seine Argumente“, seine Sprache „anfällig für Gemeinplätze und Eitelkeiten“: „Die Mehrzahl der Kritiken erscheint als eine lose Aufzählung von Eindrücken, die der Kritiker beim Lesen gesammelt hat.“
Mit zeitlichem Abstand wurde Mein Name sei Gantenbein anders eingeordnet. So urteilte Volker Hage: „Der Roman ist das vertrackteste und faszinierendste Buch, das Frisch je geschrieben hat.“ Volker Weidermann wertete: „Es ist ein großartiger Roman, beklemmend, intensiv, geschichtenreich, perspektivenreich, vertrackt und rätselhaft: Max Frisch ist auf dem Höhepunkt seiner Kunst.“ Für Jürgen H. Petersen blieb Mein Name sei Gantenbein neben Stiller Frischs Werk mit dem meisten Einfluss auf zeitgenössische Literatur. Der Roman bilde „in mehrfacher Hinsicht einen Dreh- und Angelpunkt innerhalb des deutschen Romans der letzten drei bis vier Jahrzehnte“ und sei sowohl in der Variation des Ichs als auch im Erzählen von Fiktionen statt Fakten immer wieder aufgegriffen worden. „Diese Durchbrechung des fiktionalen Kunst-Rahmens ist heute zur gängigen Mode geworden, Max Frischs Mein Name sei Gantenbein hat in diesem Punkt geradezu Schule gemacht.“

## Adaptionen
Die Verfilmung einer Episode des Romans, – die Geschichte des Mannes, der seiner eigenen Beerdigung beiwohnt – plante 1965 die Atlas-Film. Doch das Projekt scheiterte erst an Differenzen zwischen Frisch und Regisseur Erwin Leiser, danach an einer schweren Erkrankung Bernhard Wickis, der Leiser ersetzen sollte, ehe es wegen Zeitverzugs und Folgeverpflichtungen komplett eingestellt wurde. Von den Dreharbeiten existieren etwa 72 Minuten im Filmarchiv Düsseldorf, jedoch ohne dass es sich dabei um komplette Szenen handelt. Die Buchausgabe Zürich – Transit. Skizze eines Films erschien im Frühjahr 1966. Erst ein Jahr nach Max Frischs Tod kam es 1992 zu einer Neuverfilmung von Zürich – Transit unter der Regie von Hilde Bechert.
1966 produzierten der Bayerische Rundfunk und der Südwestfunk eine Hörspielumsetzung des Romans. Regie führte Rudolf Noelte, Sprecher waren unter anderem Robert Freitag, Dagmar Altrichter, Miriam Spoerri und Anne-Marie Blanc. Im Jahr 2006 wurde die Produktion auf CD veröffentlicht. Laut Edelgard Abenstein hatte das Hörspiel „keine Patina angesetzt“ und zeichne sich durch „Spielwitz“ und „Raffinesse“ aus. Das Seminar für allgemeine Rhetorik der Universität Tübingen wählte das Hörspiel zum Hörbuch des Monats und urteilte: „Das ist großes Theater auf der Hörbühne“, das „in die Sphäre Becketts einzutauchen scheint“.
2022 wurde der Roman von Oliver Reese für das Berliner Ensemble als Theaterstück für einen Schauspieler adaptiert. Die Premiere war am 14. Januar 2022, Regie führte Oliver Reese, es spielte Matthias Brandt.

## Ausgaben
- Max Frisch: Mein Name sei Gantenbein. Suhrkamp, Frankfurt am Main 1964 (Erstausgabe). (12 Wochen lang in den Jahren 1964 und 1965 auf dem Platz 1 der Spiegel-Bestsellerliste)
- Max Frisch: Mein Name sei Gantenbein. Band 1000, Fischer Bücherei, Frankfurt am Main und Hamburg 1968.
- Max Frisch: Mein Name sei Gantenbein. Suhrkamp Taschenbuch, Frankfurt am Main 1975, ISBN 3-518-06786-9.
- Max Frisch: Mein Name sei Gantenbein. Suhrkamp Taschenbuch, Frankfurt am Main 1998, ISBN 3-518-39458-4.